# الإعاقة في روسيا
يواجه العديد من الأشخاص ذوي الإعاقة ضعفًا في توفير المرافق والخدمات، وغالبًا ما يتم إيداع الأطفال ذوي الإعاقة في مؤسسات رعاية، على الرغم من أن روسيا طرف في اتفاقية الأمم المتحدة لحقوق الأشخاص ذوي الإعاقة، حيث وقعت على المعاهدة في 24 سبتمبر 2008، وصدّقت عليها بعد أربع سنوات، في 25 سبتمبر 2012.

## تاريخ
في الحقبة ما قبل السوفيتية، كانت المفوضيات المعنية برعاية المعاقين مسؤولة عن تقديم الخدمات للأشخاص ذوي الإعاقة. كما شاركت التعاونيات الاجتماعية، وجمعيات المساعدة المتبادلة، والجمعيات الخيرية في هذه الجهود. بين عامي 1929 و1932، قُدّر أن 43٪ من السكان ذوي الإعاقة كانوا من المحاربين القدامى، و32٪ من المصابين في حوادث صناعية، أما الباقون فقد كانوا من ذوي الإعاقات الناتجة عن الحوادث أو منذ الولادة. في مارس 1921، تم إنتاج 775,000 طرف صناعي خشبي (أذرع وأرجل) للجنود المعاقين. وفي عام 1926، قُدّر عدد المكفوفين بنحو 15 شخصًا لكل 10,000 من السكان. كما كان هناك ما يصل إلى 21,000 شخص من ذوي الإعاقة يقيمون في مؤسسات رعاية.

## رياضة
شاركت روسيا في الألعاب البارالمبية بصفتها دولاً مختلفة عبر تاريخها: فقد شاركت كجزء من الاتحاد السوفيتي في ألعاب الصيف والشتاء لعام 1988؛ وبعد تفكك الاتحاد السوفيتي عام 1991، شاركت روسيا ضمن الفريق الموحد في دورة الألعاب البارالمبية الصيفية لعام 1992؛ وشاركت لأول مرة باسم روسيا في دورة الألعاب البارالمبية الشتوية لعام 1994، ومنذ ذلك الحين شاركت في جميع دورات الألعاب الصيفية والشتوية. وقد استضافت روسيا دورة الألعاب البارالمبية لأول مرة في تاريخها في دورة الألعاب البارالمبية الشتوية لعام 2014، التي أُقيمت في سوتشي.